# Parmelina tiliacea
Parmelina tiliacea (Syn.: Parmelia tiliacea (Hoffm.) Ach.) ist eine in Mitteleuropa häufigere Blattflechtenart aus der Familie der Parmeliaceae, die hauptsächlich auf Baumrinde wächst. Das Epitheton „tiliacea“ leitet sich von „tiliaceus“ ab und bedeutet „Linden“. Nach dem Substrat, auf dem sie häufiger anzutreffen ist, wird sie gelegentlich auch als Linden-Schüsselflechte bezeichnet.

## Beschreibung
Die Art ist eine großlappige Blattflechte. Die Oberseite ist weißgrau bis grau, glatt und matt. Die Lappenenden des Thallus von Parmelina tiliacea sind abgerundet. Das Lager ist rosettig und erreicht 4 bis 10 cm Durchmesser. Es ist am Rand tief eingeschnitten, die Achseln sind gerundet. Die Lappen messen 2 bis 10 × 3 bis 6 Millimeter. Sie sind lederig, ziemlich dick und mehr oder weniger anliegend. Die Enden der Lappen sind gerundet, aber eingekerbt. Die Unterseite ist schwarzbraun, wird aber zum Rand hin heller. Sie ist vollständig besetzt mit einfachen bis gegabelten Rhizinen.
Sorale sind nicht vorhanden. Auf der Oberfläche des Lagers sitzen zahlreiche, länglich-zylindrische bis keulige, graue bis graubraune oder schwärzliche Isidien. Deren Basis ist grau, ihre Spitze ist bräunlich bis schwarzbraun und verjüngt sich plötzlich. Durch die Isidien erscheinen die zentralen Bereiche älterer Exemplare dunkelgrau. Beim Abbrechen hinterlassen sie im Gegensatz zur ähnlichen Parmelina pastillifera keine deutlichen Gruben auf der Thallusoberfläche. Apothecien treten nur selten auf.

## Verbreitung
Parmelina tiliacea ist auf der Rinde freistehender Laubbäume zu finden, hauptsächlich an nährstoffreichen Borken, beispielsweise an Ahorn, Esche oder Linde. Seltener wächst sie auch auf Silikatgestein. In stärker mit Luftschadstoffen belasteten Gebieten ist sie schlecht entwickelt oder fehlt.